# Georg Thrane
Georg S. Thrane (ur. 26 stycznia 1924, zm. 2 marca 1997) – norweski skoczek narciarski i oszczepnik.
Znalazł się w norweskiej kadrze na igrzyska olimpijskie w Sankt Moritz w 1948 roku. Ostatecznie jednak nie wziął udział w konkurencji olimpijskiej, na dzień przed zawodami jego miejsce w norweskiej reprezentacji zajął Birger Ruud.
W lutym 1950 roku wystąpił na mistrzostwach świata w narciarstwie klasycznym w Lake Placid, podczas których zajął ósme miejsce w konkursie skoków na dużej skoczni. Był to jego jedyny występ w zawodach rangi mistrzowskiej. Regularnie startował jednak na festiwalu w Holmenkollen. W 1947 roku wygrał te zawody, w 1951 roku był drugi, w 1950 roku szósty, w 1955 roku dziewiąty, a w latach 1948, 1952 i 1953 plasował się w drugiej dziesiątce klasyfikacji. W 1955 roku zajął też 11. miejsce w konkursie skoków na memoriale Bronisława Czecha i Heleny Marusarzówny w Zakopanem.
Uprawiał również rzut oszczepem. W 1947 roku zdobył brązowy medal mistrzostw Norwegii w tej konkurencji, uzyskując rezultat 57,66 m.